# Voskopojë
Voskopojë, Voskopoja – wieś w gminie Voskopojë, w  okręgu Korcza w południowej Albanii. Około 700 mieszkańców (2000). Wieś leży w górskiej kotlinie na wysokości około 1160 m n.p.m. Mieszkańcy zajmują się rolnictwem.
Wieś Voskopojë leży na miejscu arumuńskiego miasta Moskopole, zniszczonego pod koniec XVIII wieku. W wiosce znajdowało się ponad 20 prawosławnych cerkwi, z których obecnie pozostało tylko siedem. m.in. św. Eliasza, św. Mikołaja, św. Atanazego, Świętych Archaniołów Michała i Gabriela, św. Jerzego oraz katedra (sobór) Zaśnięcia Najświętszej Matki Bożej. Około kilometra na północ od granic wsi znajduje się pochodzący z XIV wieku Klasztor Jana Chrzciciela.